# Paul Nau
Paul Nau OSB (* 12. April 1901 in Nantes; † 28. März 1984 in Solesmes) war ein französischer katholischer Theologe.

## Werdegang
Nau studierte Theologie im Großen Seminar in Nantes und im Séminaire Pontifical Français (Gallicum) in Rom. 1926 wurde er zum Priester geweiht und lehrte nach seiner Promotion zum Dr. theol. am Jesuitenkolleg in Nantes. Er trat 1930 in die Kongregation der Missionnaires diocesains de l´Immaculée Conception ein. 1941 trat er bei den Benediktinern in Solesmes ein. Dort lehrte er von 1945 bis 1970 Sakramententheologie.

## Wirken
Im Auftrag des Abtes von Solesmes, Dom Prou, verfasste er vota und consilia für das Zweite Vatikanum. Er arbeitete für den Coetus Internationalis Patrum. Er war von 1963 bis 1980 Oberer der Benediktinerinnen von Argentan. Von 1971 an war er der geistliche Begleiter der Fédération Notre-Dame de la Paix.
Nau wirkte bei der Zeitschrift La Pensée catholique mit und initiierte die Reihe Les enseignements pontificaux, die in 17 Bänden erschien.

## Werke
- Le magistere pontifical ordinaire, lieu theologique. In: RThom 3 (1956) 389–412
- Le mystere du corps et du sang du Seigneur: la messe d’apres Saint Thomas d’Aquin, son rite d’apres Phistoire. Sablésur-Sarthe 1976.
- Les enseignements pontificaux. 17 Bände. Tournai, Desclée, 1953–1968 (Mitarbeit).